# Ong
Ong – wieś w Stanach Zjednoczonych, w stanie Nebraska, w hrabstwie Clay.